# Марина Гајчин
Марина Гајчин (Апатин, 8. април 2001) је српска шахисткиња и дипломирана математичарка.

## Шаховска каријера
Марина Гајчин је стекла титулу велемајстора 2003.
Завршила је на 28. месту (од укупно 130 играчица) са 6,5 поена из 11 партија, на  Појединачном првенству Европе у шаху у Анталији 2019.
Са репрезентацијом Србије је учествовала на две шаховске олимпијаде (2018 и 2022). Женска репрезентација Србије заузела је тринаесто место на такмичењу 2022.
Марина Гајчин је учествовала на Екипном првенству Европе за шахисткиње 2017, 2019 и 2021. Женска репрезентација Србије завршила је на шестом месту на Екипном првенству Европе 2021. 
Гајчин је победила у женском делу Шаховског првенства Србије 2023. које је одржано у Сенти. Квалификовала се за Светско првенство у шаху за жене 2023. где је у првом колу поражена од Говхар Бејдулајеве.
Са својом сестром Јасмином представљала је Србију на Појединачном првенству Европе у шаху које је одржано у априлу 2024. на Родосу.